# Jedlí
Jedlí (in tedesco Jedl) è un comune della Repubblica Ceca facente parte del distretto di Šumperk, nella regione di Olomouc.